# Periode des Periodensystems
Unter einer Periode des Periodensystems versteht man in der Chemie jede Zeile des Periodensystems der Elemente. Die Perioden-Nummern 1 bis 7 entsprechen den Hauptquantenzahlen, die oft noch angegebenen Perioden-Buchstaben K bis Q den Schalen des Schalenmodells der Atomhülle.
Bis auf die erste Periode, die nur die Elemente Wasserstoff und Helium enthält, umfasst jede Periode acht Hauptgruppenelemente. Ab der 4. Periode (einschließlich) kommen jeweils zehn Nebengruppenelemente hinzu. Die 6. Periode enthält zusätzlich 14 Lanthanoide, die 7. Periode 14 Actinoide.

## Regeln und Gesetzmäßigkeiten
Innerhalb einer Periode nehmen in der Regel von links nach rechts die Atomradien ab und die Elektronegativität zu, da die Anzahl der positiv geladenen Protonen im Atomkern steigt und damit in einem neutralen Atom ebenso die Anzahl der negativ geladenen Elektronen in der Atomhülle. Bei Verwendung des Schalenmodells werden dabei die Elektronenschalen aufgefüllt, bei Verwendung eines neueren Atommodells wie z. B. des Orbitalmodells die entsprechenden Atomorbitale besetzt.
Die Änderung der Anzahl der Atombausteine verursacht die unterschiedlichen Eigenschaften der chemischen Elemente innerhalb einer Periode:
- die Änderung der Bausteinzahlen im Atomkern bewirkt v. a. die unterschiedlichen physikalischen Eigenschaften
- die Anzahl und der Aufenthaltsort der Elektronen in der Atomhülle bewirken v. a. die unterschiedlichen chemischen Eigenschaften.